# Tlupa
Tlupa, někdy také banda nebo horda, je málo organizovaná a dočasná skupina lidí, kteří sledují společný zájem nebo cíl. Slovo tlupa se užívá i o větších zvířatech. Pro lidské skupiny se tyto názvy často pokládají za pejorativní a v sociologii se pak užívá neutrální, ovšem také neurčitý termín sociální skupina.

## Popis
V antropologii a etologii se tlupou rozumějí zejména menší skupiny lovců nebo pastevců (typicky 10-30 lidí), na něž se kmen rozdělí na určitou část roku, kdežto zbytek roku tráví ve společném tábořišti (typicky stovky lidí). Tlupy vznikají spíše spontánně, často kolem úspěšných jedinců, k nimž se ostatní přidávají poměrně volně. Na rozdíl od kmene a rodu členství v tlupě není trvalé, úspěšná tlupa se ovšem může osamostatnit a vytvořit trvalejší skupinu s hierarchickým uspořádáním. Velikost tlupy silně závisí na ekologii, způsobu obživy a typu společnosti.

## Název
Slovo tlupa převzali obrozenci z ruského tolpa (téhož významu). Pro větší skupiny včetně válečnických se obvykle užívá označení horda. Slovo banda je zvlášť pejorativní a často označuje zločinné sdružení.